# Vita da cani (film 1950)
Vita da cani è un film del 1950 diretto da Mario Monicelli e Steno; successivamente Monicelli rivelò di esserne stato il solo regista.

## Trama
Nino Martoni è il capocomico di una sgangherata compagnia d'avanspettacolo. Delle sue ballerine fanno parte Lucy, la soubrette, capricciosa e ostinata, Franca, che ha lasciato con amarezza e sofferenza il pur amato fidanzato Carlo, perché troppo povero per le ambizioni di lei, che aspira a una vita agiata e lussuosa e Vera, innamorata, ricambiata, di Mario, il figlio di un ricco e facoltoso borghese.
Alla troupe si unisce Margherita, fuggita dal paesello e ricercata dalla polizia per conto dei genitori, che viene accolta dal capocomico intenerito dalla ragazza spaurita e malinconica.
Allorché Lucy, dopo un ennesimo alterco con Nino, abbandona la compagnia, questo la rimpiazza con Margherita che rivela insospettate doti di ballerina e cantante. Il successo della ragazza, ribattezzata Rita Buton, nell'Alambra di Roma è travolgente e l'impresario del teatro, vivamente soddisfatto, firma un contratto con la compagnia per due mesi.
Purtroppo il successo e la fama non saranno per tutti:
Franca accetta malvolentieri le attenzioni di un ricchissimo, ma viscido e ripugnante imprenditore, attratta dalla vita agiata che questi può offrirle e che ella anela. Finirà poi per suicidarsi poco dopo il matrimonio gettandosi da una finestra, allorché il suo repellente marito le presenterà il suo neoassunto direttore tecnico, che non è altro che Carlo, il quale nel frattempo è riuscito a far apprezzare il suo talento e a brevettare una sua invenzione.
Il padre di Mario raggiunge il figlio che è fuggito di casa per correre dietro alla sua amata, ancora minorenne. Nella stazione di polizia, dove viene convocata la ragazza insieme a Nino, accusato di circonvenzione di minorenni, accade però l'imprevisto quando Vera riconosce nell'uomo, il tizio che le aveva dato un passaggio con l'auto e che aveva tentato, invano, di abusare di lei. A quel punto il padre di Mario, aspramente contrario alla relazione del figlio con una ballerina, si rende conto che Vera è una brava e seria ragazza e l'accetta chiedendole scusa e ritirando la sua denuncia. Vera, radiosa e felice, preferisce il matrimonio alla carriera.
Nino nel frattempo, innamorato della bella Rita, è pronto a farle la sua dichiarazione d'amore con un prezioso anello in regalo, ma assiste non visto a una importante offerta d'ingaggio della ragazza da parte di un noto e prestigioso impresario teatrale di Milano, che assistendo allo spettacolo è rimasto favorevolmente impressionato dal talento della giovane.
Nino, a malincuore, sacrificando il suo sentimento per Rita e non volendo così compromettere la carriera della giovane, l'accoglie in malo modo, cacciandola addirittura dalla sua compagnia. La ragazza, frastornata, non riuscendo a capire il comportamento dell'uomo, fugge dal teatro piangendo e si reca a firmare il contratto con l'impresario di Milano.
Ormai Margherita, alias Rita Buton, è divenuta una famosa e acclamata soubrette; Nino si reca di nascosto nel teatro dove lei sta effettuando uno spettacolo e lascia all'ingresso un mazzo di fiori anonimo da consegnare alla ragazza.
A Nino rimane il resto della compagnia, nella quale riprende Lucy, intanto senza lavoro, continuando a dirigere gli spettacoli nonostante le difficoltà.

## Distribuzione
Uscito nelle sale Italiane il 28 settembre 1950, venne esportato e presentato il 12 marzo del 1954 in Portogallo e il 3 agosto del 1955 in Francia, coi rispettivi titoli di Vida de Cão e Dans les coulisses.

## Accoglienza

### Critica
«Steno e Monicelli (...) avvertendo senza dubbio il carattere ormai oleografico dell'argomento, hanno avuto la buona idea (...) di puntare sulla descrizione di un ambiente meno noto: quello dei paesini visitati, appunto, soltanto dalle compagnie di terzo e quart'ordine. (...) Tutta la prima parte del film è non soltanto divertente ma anche veritiera. Nella seconda parte, invece, il film passa (...) all'intreccio e subito decade nella ricetta e nel luogo comune (...).» (Giuseppe Marotta, L'Europeo, 15/11/1950)